# Bouni
Bouni är en ort i Komorerna.   Den ligger i distriktet Grande Comore, i den nordvästra delen av landet, 28 km nordost om huvudstaden Moroni. Bouni ligger 241 meter över havet och antalet invånare är 1 104. Den ligger på ön Grande Comore.
Terrängen runt Bouni är kuperad västerut, men österut är den platt. Havet är nära Bouni österut.  Närmaste större samhälle är Mbéni, 2,0 km sydväst om Bouni. 